# José Barcellos Dias
José Augusto Barcellos Dias (Río de Janeiro, 3 de febrero de 1959) es un deportista brasileño que compitió en vela en la clase Laser. Ganó una medalla de plata en el Campeonato Mundial de Laser de 1980.

## Palmarés internacional
| Campeonato Mundial | Campeonato Mundial | Campeonato Mundial | Campeonato Mundial |
| Año                | Lugar              | Medalla            | Clase              |
| ------------------ | ------------------ | ------------------ | ------------------ |
| 1980               | Kingston (Canadá)  | Medalla de plata   | Laser              |